# 松本四郎 (作曲家)
松本 四郎（まつもと しろう、1898年（明治31年）1月1日 - 1970年（昭和45年）1月1日）は、日本の作曲家、指揮者、ピアニスト。東京都出身。

## 人物
代表作に『桜咲く国』『彼女の唄』（映画「何が彼女をそうさせたか」主題歌）、『天神祭どんどこの唄』などがある。『桜咲く国』は、1930年（昭和5年）大阪松竹座『（第5回）春のおどり さくら』で発表。当時の題名は『春の唄』。このときは、松本四良名義で作曲をしている。
1930年（昭和5年）2月、大阪 道頓堀松竹座で松本四良指揮で、リムスキー＝コルサコフ「復活祭序曲」、ムソルグスキー「裸山の一夜」を松竹座大管弦楽団が演奏した。主な参加演奏者：土橋武夫（ヴィオラ）、土橋晴雄（セロ）、服部良一（オーボエ）。
松本四郎は、1944年当時、東宝古川緑波一座に、嘱託として所属していた。
東宝、その後、ニッポン放送に在籍していた。

## 来歴

### 生い立ちから東京音楽学校卒業まで
松本楽器合資会社設立者、ピアノ調律師の松本新吉と母るゐの間に四男として生まれ、後に東京音楽学校に入学。
1920年（大正9年）、東京音楽学校本科器楽部卒業

### 宝塚在籍時
1921年（大正10年）3月、客員として宝塚少女歌劇団に入団。
宝塚少女歌劇団での作曲作品（松本四郎名義）
- お伽歌劇 結婚嫌ひ[16]（1921年）（作者：安藤弘 改作）
- 夢幻的歌劇 眠の女神[16][17][18]（1921年）（作者：岸田辰彌）

### 松竹楽劇部での作曲作品
松竹楽劇部在籍時
1922年（大正11年）、松竹楽劇部生徒養成所開設で移籍。p,384

#### 松本四良名義
- 春の唄[20][21][22][23][24]（後の『桜咲く国』[25]）松竹座上演（詞：岸本水府　歌：井上起久子 松竹樂劇部生徒）（コロムビア 商品番号 25819 1930-3)
- 天神祭どんどこの唄 松竹レビュー小唄（詞：倉満 南北　歌：田谷力三、松竹楽劇部女生）（オデオン 商品番号 U2031B 1930-08）[4]
- 春の唄（金剛石編）[26] 松竹座レビュー「春のおどり」（詞：岸本水府　歌：松竹座楽劇部女性徒）（コロムビア 商品番号 26310B 1931-06）[26]
- さくらの唄 松竹レビュー主題歌（詞：菊田 一夫　歌：都小路輝子、コーラス団）（コロムビア 商品番号 26821B 1932-04）[27]
- 春の使 松竹レビュー主題歌（詞：江川 幸一　歌：東京セレネーダス合唱団）（コロムビア 商品番号 26822B 1932-04）[27]
- 思ひ出　松竹大レヴュウ「万華鏡」松竹大レヴュー（詞：江川 幸一　歌：天野喜久代、山田道夫）（ポリドール 商品番号 1071 1932）[28]
- 青春の唄　松竹大レヴュウ「万華鏡」松竹大レヴュー（詞：江川 幸一　歌：青木 晴子 松竹楽劇部生徒）（ポリドール 商品番号 1071 1932）[29]
- 輝く日本　松竹大レヴュー「秋のおどり」（詞：杉岡 幹也　歌：関 種子）（コロムビア 商品番号 27144A 1932-12）[30]
- 建国の歌　松竹大レヴュー「秋のおどり」（詞：杉岡 幹也　歌：コロムビア合唱団）（コロムビア 商品番号 27144B 1932-12）[30]
- インフレーションの唄　松竹大レヴュー「秋のおどり」（詞：杉岡 幹也　歌：若山 千代 外、コーラス 松竹楽劇部女生徒）（コロムビア 商品番号 27145-A 1932-11）[30]
- 娘の水兵　松竹大レヴュー「秋のおどり」（詞：杉岡 幹也　歌：瀧 澄子 外、コーラス 松竹楽劇部女生徒）（コロムビア 商品番号 27145-B 1932-11）[30]
- 酔いごころ　松竹少女歌劇「春のおどり」（詞：森川 良夫　歌：谷 不二男、夢香）（タイヘイ 商品番号 21178B 1937-3）[31]※1934年より大阪松竹少女歌劇に名称変更

### 1945年以前の作曲作品（松竹楽劇部以外）

#### 松本四良名義
- 嵐山の唄 （詞：倉田 啓明　歌：南地石川席 若登美連）（コロムビア 商品番号 25832B 1930-05）[8]
- 思ひ出[32] [33][34][35]帝キネ映画主題歌[36]（詞：サトウ ハチロー　歌：松竹合唱団、香椎 園子）（ニットー 商品番号 4035 1930）
- 吉野小唄 （詞：倉田 啓明　歌：橋本 歌仙）（オリエント 商品番号 60231A 1930-06）[37]
- 宮島音頭 （詞：倉田 啓明　歌：橋本 歌仙）（オリエント 商品番号 60231B 1930-06）[37]
- 彼女の唄 帝キネ「何が彼女をそうさせたか」[38]主題歌（詞：川口松太郎　歌：谷田信子）（オデオン 商品番号 U2031A 1930-08）[4]

#### 松本四郎名義
- 防空の歌（詞：水島 千秋　歌：黒田 進[39]、毛利 幸尚）（ツルレコード 商品番号 6424-B 1932-12）[40]

#### 松本四良名義
- 花見踊（詞：木見 吉昭　歌：淡谷のり子）（コロムビア 商品番号 27394B 1933-06）[41][42]

#### 松本四郎名義
- 夏まつり（詞：倉満 南北　歌：柴田睦陸）（ビクター 商品番号 A-4100 1940-07）[43]

### 松竹楽劇部在籍時の主な作品（洋楽担当）
- アルルの女（1923年）（ピアノ演奏:松本四郎）[44][45]
- 第4回 春のおどり　開国文化（洋楽: 松本 四良, 塩尻 精八）（1929年）[46]p,417[47][48]
- レヴュー 海　（編曲: 松本四良）（1929年）[49][50]
- モンゴールの王子（作：川口松太郎　作曲：松本 四郎　出演：上山草人）（1930年）[51][52][53]
- 第5回 春のおどり さくら（洋楽: 松本 四良, 塩尻 精八）（1930年）[20][54][55]
- 松竹大レヴュウ　第三「お子様方のための踊」　ジユジユ（作曲: デビユツシー　編曲: 松本四良）　第五　松竹大レヴュウ（作曲（洋楽）: 松本四良　音楽指揮: 松本四良）（1930年）[56][57]
- 大レヴユウ 夏（洋：松本 四良、音楽指揮:松本 四良）（1931年）[58][59]62:p,213
- 松竹大レビュウ 初春万華鏡（洋：松本四良）（1932年）[58][19]62:p,245　20:p,248
- 春のおどり　ラッキイセブン（松本四良、塩尻精八）（1932年）[60]
- べら・ふらんか（盆田銀蔵、松本四良）（1932年）[46]p,419[61]
- 秋のおどり・輝く日本（松本四良）（1932年）[61]
- 青夜調（編曲：松本四良）（1933年）[59]p,390のみ[62]
- 春のおどり（作曲：松本四良 他　指揮：松本四郎）（1934年）[63][64]
- カイエ・ダムール（作曲：松本四郎）（1934年）[65][64]
- 第15回 春のおどり（作曲：松本四郎、杵屋正一郎）（1935年）[66][67]
- ベラ・エスパニア（音楽：松本四郎）（1936年）[68][69]

### 映画参加作品(1930年代) 音響担当
- 大都会労働篇（牛原虚彦監督）松竹蒲田　音響を、松本四郎が担当した。（1930年）[70][71]
- 何が彼女をそうさせたか（鈴木重吉監督）帝国キネマ　音響担当：松本四郎。主題歌作曲：『彼女の唄』[4]（1930年）[72][73]
- 子守唄（原作脚色川口松太郎、監督鈴木重吉、音響松本四郎）帝国キネマ（1930年）[74][75]

### 舞台・映画参加作品（1940年代）
- 高原の歌[76]　古川緑波一座（音楽：松本四郎）（1942年）
- ススメ・フクチャン[77]　古川緑波一座（音楽：松本四郎）（1943年）
- 歌う紙芝居　古川緑波一座（音楽：松本四郎）（1944年）[78]
- 鹽都運城[79][80]　映画（構成：高木俊朗　音楽：松本四郎）冨士スタジオ作品

### 東宝在籍時参加作品
- 日劇ステージショー「夏のおどり」[81]（音楽：山内匡二、松本四郎）（1948年）
- 禁男の楽園[82]　[83]エノケン劇団（音楽：松本四郎）（1948年）
- 歌う不夜城[84]（音楽：山内匡二、松本四郎）（1949年）
- 踊る京マチ子と冗談音楽[85]（音楽：山内匡二、松本四郎）（1949年）
- 日劇夏まつり（音楽：松本四郎、平岡照章）（1949年）[85]
- 日劇夏のおどり[85]（音楽：松本四郎、平岡照章）（1949年）
- ルンバ誕生[84]（音楽：松本四郎）（1949年）
- 有頂天時代[85]（音楽：松本四郎）（1949年）
- ルムバとワルツ[86]（音楽：松本四郎）（1950年）
- N・S・Sパリ・ファンタジー[87]（音楽：松本四郎、山内匡二）（1950年）
- モルガンお雪　第1回帝劇コミックオペラ[88][89][90]（作者：菊田一夫　音楽：松本四郎）(1951年）出演：越路吹雪、森繁久弥、古川緑波、有島一郎
- マダム貞奴　第2回帝劇ミュージカルス[88]（作者：帝劇文芸部　音楽：松本四郎、平岡照章）（1951年）出演：越路吹雪、山茶花究、三木のり平、益田喜頓
- お軽と勘平　第3回帝劇ミュージカルス[88][89]（作者：帝劇文芸部　音楽：服部良一、松本四郎）（1951年）出演：榎本健一、越路吹雪
- 歌う不夜城[91]　（音楽：松本四郎、北村滋章）（1952年）出演：越路吹雪、池部良、日劇ダンシングチーム
- 浮かれ源氏 -谷崎潤一郎「鷺娘」のパロディー　第4回帝劇ミュージカルス[88][89][92]（作者：帝劇文芸部　音楽：服部良一、松本四郎）（1952年）出演：榎本健一、笠置シヅ子、三木のり平
- ボア・ビアージェ[93]　（音楽：松本四郎）（1952年）日劇ダンシングチーム
- 赤い絨毯　第7回帝劇ミュージカルス[88][94]（作者：帝劇文芸部　音楽：松本四郎 他）出演：森繁久弥、有島一郎

### ニッポン放送在籍時
- ポッポちゃん　連続放送劇（作曲：松本四郎）ニッポン放送（1954年）[95][96][97][98]
- 娘と私（原作:獅子文六）連続放送劇（作曲：松本四郎）ニッポン放送（1954年）[95]
- 「愛の鐘」をニッポン放送で電波に（ニッポン放送の「愛の鐘」の組み合わせ（チュ－ブベル4つ）を松本四郎が作った。）（1958年）[99]

ニッポン放送では、音楽部長を務めた。
- 「姫君と鏡」　創作バレエ (「落窪物語」より三島由紀夫：作)「青山圭男+若柳登新作舞踊発表会」の作曲・指揮を担当した。この作品は、昭和26年度（1951）芸術祭に参加した。三島由紀夫の上演台本は、みつかっていない。[101][102]
- 怪談深川情話（犬塚稔監督）音楽担当。[103][104]大映映画（1952年）
- 1953年11月、小牧バレエ団の招きでノラ・ケイとポール・シラードが来日し、「ジゼル」、「双曲線」を日本劇場で上演。[105][106][107]「ジゼル」編曲：松本四郎。[107][106]

## その他
松本四郎が、笠置シヅ子のデビューのきっかけを作ったことを、笠置シヅ子が著書「歌う自画像　私のブギウギ傳記」で書いている。「歌う自画像　私のブギウギ傳記」では、笠置シズ子名義。
笠置シヅ子は、松本四郎はクラシックを教えるときは厳しかったが、ジャズはパーソナリティーが大事だと言って、勝手に歌わせてくれたと、1939年、雑誌「スタア」のインタビューで話している。
松本四郎が、笠置シヅ子に熱心に指導していたことを、秦豊吉も「芸人」の中で、牛の生き血を瓶に詰めたものを笠置に飲ませたと書いている。
今東光は、松本四郎の青年時代からの友人である。
今東光は、松本四郎を少しモデルにした小説「裸の恋人」を書いている。「裸の恋人」は、産経新聞に、1958年から1960年にかけて連載された連載小説で、その後、発売された単行本「裸の恋人」（中央公論社 1960年）は、上下巻の長編。連続ドラマ「裸の恋人」は、関西テレビで放送された（1963年）。主人公松田四郎役：露口茂。
谷崎潤一郎の妻で、「細雪」のモデルである谷崎松子が、松本四郎からピアノを習っていたことや、谷崎潤一郎との恋愛についても相談したことを「湘竹居追想 潤一郎と「細雪」の世界」に書いている。「蘆辺の夢」にも、松本四郎がピアノ製作所の四男であり、東京音楽学校（現：東京芸術大学）を卒業したことが書いてある。
ヴァイオリニスト 辻久子が9歳で、大阪松竹座でデビューすることに、当時松本は大阪松竹少女歌劇（現：OSK日本歌劇団）で教師をしており、そのデビューに尽力したと今東光が語っている。
女優澤蘭子は、最初の妻である。後に、離婚した。
1930年3月20日、大阪松竹座で開幕した「第五回 春のおどり さくら」で歌われた『春の唄』は、同年同月にSPレコードが発売された。レコード盤面では、「松本四朗」名義である。（作詞：岸本水府　歌：井上起久子、松竹楽劇部生徒　コロムビア 番号：25819）「第五回 春のおどり さくら」(松竹楽劇部の公演)では、「松本四良」名義。JASRACでも、松本四良名義である。
1933年5月、『春の唄』(歌：江戸川 蘭子、松竹少女歌劇声楽専科)のレコードでは、作曲：松本四郎名義。（松竹少女歌劇「東京踊り」主題歌　ポリドール 番号：1368A）
1937年3月、『第十二回春のおどり（桜咲く国）』（歌：笠原シズ子、月ヶ瀬咲子）のレコードでは、松本四良名義。（松竹少女歌劇「春の踊り」　タイヘイ　番号：21178A）
笠原シズ子は、笠置シズ子の誤表記である。（1937年当時、シズ子名義。笠置シヅ子を名乗るのは戦後である。）
1937年9月に発売されたレコード「S.S.Kアルバム」(レコード5枚組)に収録された「口上」(水ノ江 瀧子、オリヱ・津坂)で、『桜咲く国』がBGMで使用されている。(「口上」 コロムビア　番号：29467)
『桜咲く国』が、アメリカ映画「サヨナラ」で使われていて、松本没後も著作権料が送られて来ることを、松本四郎の夫人が語っていたそうだ。